# Jason Rothenberg
Jason Rothenberg (Detroit, 10 maggio 1967) è un produttore televisivo e sceneggiatore statunitense.
È conosciuto soprattutto per avere sviluppato la serie televisiva postapocalittica The 100.

## Filmografia

### Cinema
- Original Intent, regia di Robert Marcarelli (1992) – caposquadra assistenti di produzione
- American Cuisine, regia di Jean-Yves Pitoun (1998) – caposquadra assistenti di produzione
- Julien Donkey-Boy, regia di Harmony Korine (1999) – coordinatore ufficio produzione

### Televisione
- Body Politic, serie TV (2009) – co-creatore, coproduttore e coautore
- The 100, serie TV (2014-2020) – creatore, produttore esecutivo e autore